# Thais (Gattung)
Thais ist der Name einer artenreichen Gattung meist mittelgroßer Schnecken aus der Familie der Stachelschnecken, die weltweit in tropischen und subtropischen Meeren leben.

## Merkmale
Die mittelgroßen bis ziemlich großen, meist dickwandigen, doppelt kegelförmigen Gehäuse der Thais-Arten haben in der Regel eine ausgeprägte Skulpturierung, die aus Längsrippen, Furchen, Knoten oder stumpfen Stacheln an den Kreuzungen der Längs- und Querrippen bestehen kann. Anders als die Nucella-Arten haben sie keinen verdickten Mündungsrand und bilden dort auch keine Zähnchen, bei manchen Arten kann es hier aber einen einzelnen Stachel geben. Das Operculum ist hornig.
Die Schnecken haben einen kleinen Fuß, der nicht über den Rand des Gehäuses ragt. Die Augen sitzen an der Außenseite der Fühler, etwa ein Drittel der Fühlerlänge von der Basis entfernt. Das Akzessorische Bohrorgan (ABO), eine Säuredrüse zum Auflösen von Kalk, befindet sich bei Thais, anders als bei Nucella aber ebenso wie bei Purpura und Rapana, oberhalb der schleimproduzierenden Drüse am Fuß.
Die Schnecken sind getrenntgeschlechtlich mit innerer Befruchtung. Die Eier werden in meist gelblichen, mehr oder weniger flaschenförmigen Eikapseln abgelegt, die jeweils mehrere hundert Eier enthalten. Diese entwickeln sich zu Veliger-Larven, die nach wenigen Wochen schlüpfen und eine mehrmonatige pelagische Phase durchmachen, während der sie sich von Plankton ernähren. Schließlich findet am Boden die Metamorphose zur Schnecke statt. Unter anderem anhand dieses Kriteriums wird die Gattung von Nucella abgegrenzt.

## Vorkommen und Lebensweise
Die Schnecken der Gattung Thais leben in tropischen Gewässern aller drei großen Ozeane, die meisten Arten im Indopazifik. Man findet die Schnecken meist auf felsigem Untergrund im Bereich direkt unterhalb der Gezeitenzone. Sie ernähren sich von Seepocken, Muscheln und Schnecken. In die Schale der Beute wird mit der Radula unter Einwirkung der Säure des ABO ein Loch gebohrt. Von Thais haemastoma ist bekannt, dass die Proboscis nicht durch das Loch passt, das deutlich kleiner als etwa bei Nucella ist. Vielmehr wird durch dieses ein Sekret der neben dem Mastdarm befindlichen Hypobranchialdrüse injiziert, das die Beute lähmt und den Schließmuskel entspannt. So öffnet sich die Schale des Opfers, das nun gefressen werden kann.

## Geschichte der Systematik
Der Gattungsname Thais wird erstmals 1798 von Peter Friedrich Röding im Katalog der Conchyliensammlung von Joachim Friedrich Bolten mit 10 Arten erwähnt. Lange Zeit war dieser Gattungsname bedeutungslos, denn die Schnecken wurden von Jean-Baptiste de Lamarck 1822 in die Gattung mit dem älteren Namen Purpura Bruguière 1789 gestellt, die über 50 Arten umfasste. Erst als diese Mitte des 20. Jahrhunderts in mehrere Gattungen aufgespalten wurde, wurden die Namen von Röding – Thais, Drupa und Nucella – wieder wichtig. Für Verwirrung sorgte jedoch, dass die von Röding genannte Nucella lapillus nicht mit dem Typus der Nordischen Purpurschnecke Buccinum lapillus Linnaeus übereinstimmte, so dass von einigen Autoren der Name Thais an die entsprechende Gattung – circumboreale Purpurschnecken mit direkter Entwicklung – vergeben wurde, zu der die Nordische Purpurschnecke und mehrere Arten an der Pazifikküste Nordamerikas gehören und die so von ihnen den Namen Thais lapillus, Thais emarginata usw. erhielten. Bei der von Röding ebendort genannten Nucella theobroma handelt es sich aber tatsächlich um die Nordische Purpurschnecke, so dass deren Gattung den ältesten Gattungsnamen Nucella erhalten musste. Der Gattungsname Thais fällt dagegen auf Purpurschnecken warmer Meere mit Entwicklung über eine planktonfressende Veliger-Larve. Von den Artnamen von Röding ist jedoch keiner mehr gültig, vielmehr sind mehrere davon mit der Typusart Thais nodosa, deren Artepitheton auf Linnaeus zurückgeht (ursprünglicher Name Nerita nodosa), synonymisiert. Zwei Artnamen sind Synonyme von Purpura persica und ein weiterer ein zweifelhafter Name (nomen dubium).

## Arten
Zu der Gattung Thais gehören laut World Register of Marine Species folgende Arten:
- Thais aculeata Deshayes & Milne-Edwards, 1844
- Thais ambustulatus Hedley, 1912
- Thais bitubercularis (Lamarck, 1822)
- Thais blanfordi (Melvill, 1893)
- Thais cingulifera (Linnaeus, 1758)
- Thais echinulata (Lamarck, 1822)
- Thais intermedia (Kiener, 1835)
- Thais lacera (Born, 1778)
- Thais mancinella Linnaeus
- Thais sacellum (Gmelin, 1791)
- Thais savignyi (Deshayes, 1844)
- Thais tricolorata Bozzetti, 2010
- Thais wutingi Tan, 1997

Subgenus Thais (Mancinella) Link, 1807
- Thais alouina (Röding, 1798)
- Thais echinata (Blainville, 1832)
- Thais grossa Houart, 2001
- Thais herberti Houart, 1998
- Thais lata (Kuroda, 1931)
- Thais marmorata (Pease, 1865)
- Thais siro Kuroda, 1931

Subgenus Thais (Neorapana) Cooke, 1918
Subgenus Thais (Thais) Röding, 1798
- Thais bimaculata (Jonas, 1845)
- Thais callaoensis (Gray, 1828)
- Thais nodosa (Linnaeus, 1758)
- Thais speciosa (Valenciennes, 1832)
- Thais triangularis (Blainville, 1832)

Subgenus Thais (Thaisella) Clench, 1947
- Thais callifera (Lamarck, 1822)
- Thais coronata (Lamarck, 1816)
- Thais dubia (Schepman, 1922)
- Thais gradata (Jonas, 1846)
- Thais javanica (Philippi, 1848)
- Thais jubilaea Tan & Sigurdsson, 1990[6]
- Thais keluo Tan & Liu, 2001
- Thais kiosquiformis (Duclos, 1832)
- Thais langi Clench & Turner, 1948
- Thais luteostoma Holton, 1803
- Thais malayensis Tan & Sigurdsson, 1996
- Thais mariae Morettes, 1954
- Thais pinangensis Tan & Sigurdsson, 1996
- Thais rufotincta Tan & Sigurdsson, 1996
- Thais tissoti (Petit, 1852)

Subgenus Thais (Thalessa) H. & A. Adams, 1853
- Thais deltoidea (Lamarck, 1822)
- Thais tuberosa (Röding, 1798)
- Thais tumulosa (Reeve, 1846)
- Thais virgata (Dillwyn, 1817)

Subgenus Thais (Vasula) Mörch, 1860
- Thais melones (Duclos, 1832)

Weitere Arten laut ITIS, der Indopazifik-Molluskendatenbank OBIS und der Datenbank der marinen Mollusken des Westatlantik (Malacolog) sind:
- Thais clavigera Köster, 1858
- Thais chocolata (Duclos, 1832)
- Thais delessertiana (D’Orbigny, 1841)
- Thais lamellosa
- Thais orbita (Gmelin, 1791)
- Thais rustica (Lamarck, 1822)
- Thais savignyi (Deshayes, 1844)
- Thais trinitatensis (Guppy, 1869)
- Thais undata Lamarck
- Thais woodwardi (Roxo)